# Clystea carnicauda
Clystea carnicauda är en fjärilsart som beskrevs av George Francis Hampson 1898. Clystea carnicauda ingår i släktet Clystea och familjen björnspinnare. Inga underarter finns listade i Catalogue of Life.